# Советская улица (Новосибирск)
Сове́тская улица (до 1920 года — Кабине́тская) — улица в Новосибирске. По улице проходит большая часть границы между Центральным и Железнодорожным районами города.
Советская улица ответвляется от Красного проспекта у собора Александра Невского и далее идёт параллельно проспекту до перекрёстка, где разделяет улицы Писарева и Железнодорожную.

## История
Первое название улицы — Кабинетская — происходит от наименования государственного учреждения Кабинет Его Величества, которому принадлежала вся земля нынешних Алтайского края, Новосибирской и Кемеровской областей, части нынешней Томской области, а также современных — Семипалатинской, Павлодарской и Восточно-Казахстанской областей Казахстана. Город Новониколаевск, таким образом, находился в кабинетской собственности.
Осваивать кабинетскую землю можно было только на условиях аренды, при том, что ведомство могло в любой момент расторгнуть договор и изъять землю в пользу другого более выгодного съёмщика. Земля была выкуплена в собственность к 1901 году, до этого превращение посёлка в город было затруднено.
Кабинетская улица стала культурным центром Новониколаевска. Здесь возникали культурные учреждения. Главным из них стал публичный сад «Альгамбра», открытый в 1906 году на углу с Нарымской улицей . На театральной площадке «Альгамбры» выступали, в частности, Вера Комиссаржевская, Анастасия Вяльцева, Мария Карийская. С 1914 года в саду проводились киносеансы.
В 1907 году открылась библиотека имени А. П. Чехова, умершего за три года до этого. Библиотека сменила впоследствии несколько адресов, ныне находится на Сибирской улице.

## Примечательные здания и сооружения
На Советской улице находятся:
- № 1а — Собор Александра Невского
- № 5 — Бизнес-центр «Кронос»
- № 6 — Новосибирская государственная областная научная библиотека
- № 7 — Новосибирский юридический институт, филиал Томского государственного университета.
- № 18 — Здание Текстильсиндиката. Здание на перекрёстке улиц Ленина и Советской.
- № 24 — Дом на пересечении с Потанинской улицей, в котором находилась проектная контора АО «Хлебопродукт», в которой работал один из теоретиков космонавтики Юрий Кондратюк. Недалеко от дома находится площадь Кондратюка. В ходе реконструкции здание снесено и должно быть полностью восстановлено, в нём расположится одна из экспозиций музея Новосибирска.
- № 25 — Дом купца Крюкова
- № 31 — Новосибирская государственная консерватория им. Глинки
- № 33 — Здание Главпочтамта. Дом занимал филиал Богородско-Глуховской мануфактуры, где размещался стачечный комитет и прошёл митинг рабочих во время восстания Чехословацкого корпуса. Здание имеет железобетонный каркас, авангардная технология для начала XX века.
- № 53 — мемориальная доска легендарному баянисту И. И. Маланину
- № 91 — Вознесенский кафедральный собор.
- № 93 — Здание Городской начальной школы по проекту А. Д. Крячкова (здание утратило свою стилистическую подлинность в результате надстройки дополнительных этажей над оригинальным двухэтажным объёмом и одноэтажным пристроем и их подведения под общую кровлю)[2].

## Известные жители
- В 1933—1978 годах в доме № 8 жила Августа-Елена Бердникова (1897—1974), революционерка, кавалер Ордена Ленина; на доме была установлена мемориальная доска.
- В 1954—1968 годах в доме № 20 жил Н. Ф. Михайлов (1902—1969) — режиссер и актёр театра Красный факел, Народный артист РСФСР, один из основателей Новосибирского ТЮЗа; на доме установлена мемориальная доска[3].

## Транспорт
По Советской улице ходит автобус № 189, маршрутные такси № 4, 32 (1212), 10 (1057).